# Wilangan (Wilangan)
Wilangan is een bestuurslaag in het regentschap Nganjuk van de provincie Oost-Java, Indonesië. Wilangan telt 4326 inwoners (volkstelling 2010).